# Sparkassenakademie
Sparkassenakademien sind im Rahmen der beruflichen Weiterbildung eine von den regionalen Sparkassen- und Giroverbänden angebotene Erwachsenenbildung.

## Allgemeines

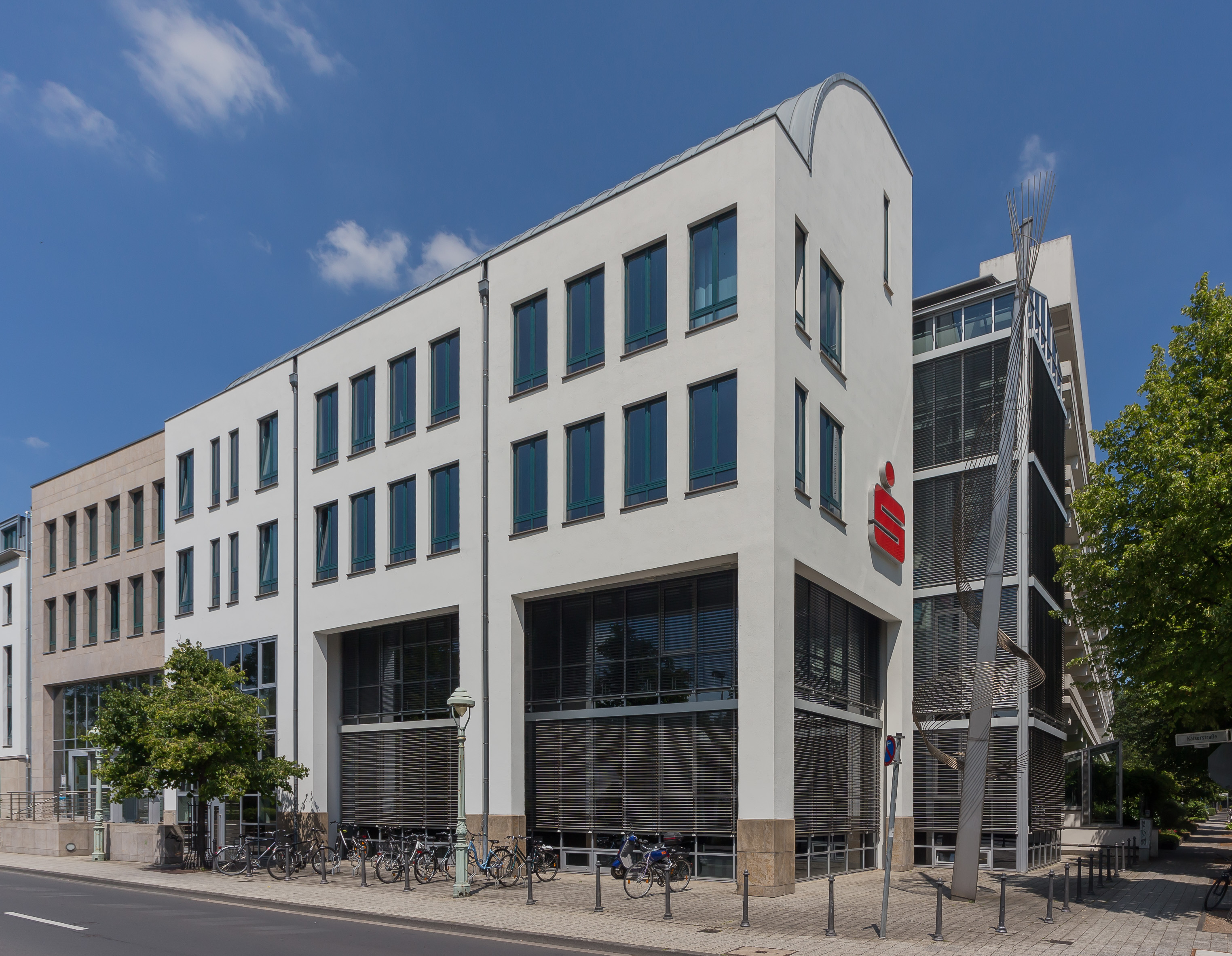
Campus Bonn und Sitz der Hochschule für Finanzwirtschaft & Management

Sparkassenakademien sind als öffentlich-rechtliche Bildungseinrichtungen zu qualifizieren, weil sie einem Sparkassen- und Giroverband angehören, der meist als Körperschaft des öffentlichen Rechts organisiert ist.
Die berufliche Weiterbildung des Personals findet im Sparkassenwesen auf drei Ebenen statt:
- Lokal in den Sparkassen, Landesbausparkassen, Landesbanken und Versicherungsunternehmen der Sparkassen-Finanzgruppe.
- Regional in elf Sparkassenakademien der Sparkassen- und Giroverbände und
- zentral in der Sparkassen-Hochschule für Finanzwirtschaft & Management (HFM) des DSGV in Bonn (bis Dezember 2011: Deutsche Sparkassenakademie).

Teil der HFM ist das 1928 gegründete „Lehrinstitut für das kommunale Sparkassen- und Kreditwesen“ als Kaderschmiede für Führungskräfte im Sparkassenwesen.

## Studieninhalt
Die Fachlaufbahn wird durch Fachseminare I und II (regional) eingeschlagen, die mit einem Abschluss-Zertifikat enden. Für die Führungslaufbahn sind folgende Studiengänge vorgesehen:
- Kundenberaterlehrgang mit dem Abschluss „Sparkassenfachwirt“: Grundstudium 6 Monate im Fernstudium, Hauptstudium 2 Monate im Präsenzunterricht.
- Sparkassenfachlehrgang mit dem Abschluss „Sparkassenbetriebswirt“: Grundstudium 12 Monate als Fernunterricht, Hauptstudium 4 Monate als Präsenzunterricht.
- Hochschule für Finanzwirtschaft & Management (HFM) mit dem Abschluss „Diplom-Sparkassenbetriebswirt“ (Bachelor und Master): Präsenzunterricht/Fernstudium im Vorstudium (9 Monate) und im Hauptstudium (11 Monate).

Für das Studium an der HFM ist der erfolgreiche Abschluss des Sparkassenfachlehrgangs Voraussetzung.
Wesentliche Studienfächer sind Bankbetriebslehre (Sparkassenbetriebslehre), Bankgeschäfte (Zinsgeschäft, Kommissionsgeschäft, Indifferenzgeschäft), Bankrecht, Betriebswirtschaftslehre,  Führungslehre, Geschäftspolitik, Marketing, Organisationslehre, Rechnungswesen, Recht (bürgerliches Recht, Gesellschaftsrecht, Handelsrecht, Insolvenzrecht), Volkswirtschaftslehre und ein Unternehmensplanspiel.

## Besonderheiten
Sparkassenakademien können nur von Mitarbeitern der Sparkassen-Finanzgruppe besucht werden. Im Regelfall gibt es in jedem Sparkassen- und Giroverband eine eigene von diesem Verband betriebene Akademie. Ausnahmen sind der Rheinische Sparkassen- und Giroverband und der Sparkassenverband Westfalen-Lippe, die eine gemeinsame Sparkassenakademie in Dortmund betreiben, und der Ostdeutsche Sparkassenverband, der zusammen mit dem Sparkassen- und Giroverband für Schleswig-Holstein die „Nord-Ostdeutsche Sparkassenakademie“ in Potsdam unterhält.

## Sonstiges
Günter Ashauer war zwischen 1970 und 1997 Leiter der HFM, die während seiner Amtszeit zunächst „Lehrinstitut für das kommunale Sparkassen- und Kreditwesen“ und danach „Deutsche Sparkassenakademie“ hieß.  
Der erfolgreiche Abschluss an der HFM als „Diplom-Sparkassenbetriebswirt“ dient als eine der Qualifikationen, die nach § 33 Abs. 1a KWG als Geschäftsleiter erforderlich sind.
Pendant im Bankwesen für die HFM ist die Frankfurt School of Finance & Management (bis Dezember 2006: Bankakademie).